# Марінетт (Вісконсин)
Марінетт (англ. Marinette) — місто (англ. city) в США, в окрузі Марінетт штату Вісконсин. Населення — 11 119 осіб (2020).

## Географія
Марінетт розташований за координатами 45°5′15″ пн. ш. 87°37′37″ зх. д. / 45.08750° пн. ш. 87.62694° зх. д. (45.087612, -87.626956).  За даними Бюро перепису населення США в 2010 році місто мало площу 21,05 км², з яких 17,68 км² — суходіл та 3,38 км² — водойми. В 2017 році площа становила 19,15 км², з яких 17,75 км² — суходіл та 1,40 км² — водойми.

## Демографія
Згідно з переписом 2010 року, у місті мешкало 10 968 осіб у 4934 домогосподарствах у складі 2801 родини. Густота населення становила 521 особа/км².  Було 5464 помешкання (260/км²).
Расовий склад населення:
| - 96,9 % — білих - 0,6 % — корінних американців - 0,5 % — азіатів - 0,3 % — чорних або афроамериканців |

До двох чи більше рас належало 1,2 %. Частка іспаномовних становила 1,4 % від усіх жителів.
За віковим діапазоном населення розподілялося таким чином: 22,3 % — особи молодші 18 років, 59,8 % — особи у віці 18—64 років, 17,9 % — особи у віці 65 років та старші. Медіана віку мешканця становила 41,0 року. На 100 осіб жіночої статі у місті припадало 91,0 чоловіків;  на 100 жінок у віці від 18 років та старших — 87,7 чоловіків також старших 18 років.
Середній дохід на одне домашнє господарство  становив 46 601 долар США (медіана — 35 954), а середній дохід на одну сім'ю — 60 844 долари (медіана — 53 613). Медіана доходів становила 42 238 доларів для чоловіків та 35 374 долари для жінок. За межею бідності перебувало 18,9 % осіб, у тому числі 29,2 % дітей у віці до 18 років та 11,6 % осіб у віці 65 років та старших.
Цивільне працевлаштоване населення становило 5253 особи. Основні галузі зайнятості: виробництво — 29,7 %, освіта, охорона здоров'я та соціальна допомога — 19,6 %, роздрібна торгівля — 14,9 %, мистецтво, розваги та відпочинок — 11,7 %.